# モヘンジョダロ
モエンジョ＝ダーロ（ウルドゥー語：موئن جو دڑو、シンド語：موئن جو دڙو、英語: Moenjodaro, Mohenjo-daro）は、パキスタンのシンド州にあるインダス文明最大級の都市遺跡。モヘンジョダロ、モエンジョダロ、モエンジョダーロ、モヘンジョ・ダーロ、モヘンジョ・ダローなどの表記がある。
紀元前2500年から紀元前1800年にかけ繁栄し、最大で4万人近くが居住していたと推測されその後は短期間で衰退した。原因としてさまざまな説があげられたが、近年の研究では大規模な洪水で衰退したと考えられている。

## 呼称
モヘンジョ＝ダーロは現地のシンド語で「死の丘」を意味し、歴史学者が足を踏み入れるまでは、非常に古い時代の死者が眠る墳丘として、地元民は恐れて近寄らない禁忌の領域であった。この都市の本来の呼び名、すなわち往時の名称については、インダス文字が解読されていないため、ヒントすら得られていない。

## 都市の特徴
遺跡は東西2つの遺丘からなる。東方に市街地が、西方に城塞が広がっている。規模としてはほぼ1.6キロメートル四方と推定されるが、今後の調査によってさらに大きなものに訂正される可能性がある。遺跡は整然とした都市計画を示し、道路は直角に交差し、碁盤の目のように細分されていた。水道、汚水の排水システム、個人用の浴室、公衆浴場などがすでに存在しており、水量の季節的変動を考慮して貯水池を十分に整備するまでに水利工学は大きく進歩していた。また、建築には一定のサイズの煉瓦が使用されていた。以上のことは、この地に確固たる社会構造、強力な階級制度と中央集権制度が存在していたことを意味する。

### 東丘の市街地
市街地は、東西2本、南北3本の幅10メートルの大路によって12区間に分かたれていたらしい。一つ一つの区間は、大通りに通ずる1.5～3メートルほどの小路でさらに分けられていた。市街地全体を囲むような市壁があったかどうかは不明である。ここでは、一般の家屋から隊商宿といわれる建物、労働者用の粗末な小屋など、さまざまな建物が見つかっている。家屋は大小さまざまだが、中庭を中心にしそれを囲んでいくつかの部屋を持つように作られ、出入口を大路側には置かず、小路に面して戸口を開くスタイルが一般的だった。各戸は下水道を備え、汚水は小路の排水溝へ通じ、さらに大路の排水溝へ集められる仕組みになっていた。

### 西丘の城塞
モエンジョ＝ダーロの「城塞」は、ハラッパーの場合と同様、堅固な城壁をめぐらし、その内側に煉瓦を10メートルほど積み上げた基壇を設け、東丘を見下ろすように人工的に一段高くつくられている。基壇の上には、「問学所」と呼ばれる建物や、会議場あるいは列柱広間と呼ばれる30メートル四方の建物など、おそらくは市制を司ったであろう公共的な建造物が建ち並んでいる。
ほぼ中央には長辺12メートル、短辺7メートル、深さ2.4メートルの、内面を瀝青で耐水加工した焼成煉瓦造りの大浴場が存在し、これに接するように、長辺45メートル、短辺27.5メートルの範囲内に27ほどの穀物倉の基壇群が存在する。当初は、この構造は煉瓦造りの基壇の上に木造の建物が載っていたと推測された。しかし穀物倉と呼ばれる建物は湿気のある大浴場に近く、木製の建物の痕跡もなく、穀物を運び入れるスペースがなく、穀物の形跡も発見されていないため、現在では他の用途に使われたと考えられている。
大浴場はある種の祭儀の場であろう、と考えられていたが、近年ではさらに、この大浴場と穀物倉との位置関係が改めて注目されている。この二つが結びつくことで、再生・増殖の象徴として機能していたのではないか、という指摘がなされている。城塞は、政治センターとしての役割ばかりではなく、宗教センターの役割も果たしていたようである。

### 農業
このインダス河流域の都市社会では、農業が重要な役割を果たしていた。人々は小麦を栽培し家畜牛を飼育して生計を立てていた。広い道路や傾斜路が整備されていたので、収穫物を載せた荷車が容易に往来できた。輸送手段とともに食物の保存技術も発達した。

## 注目すべき遺物

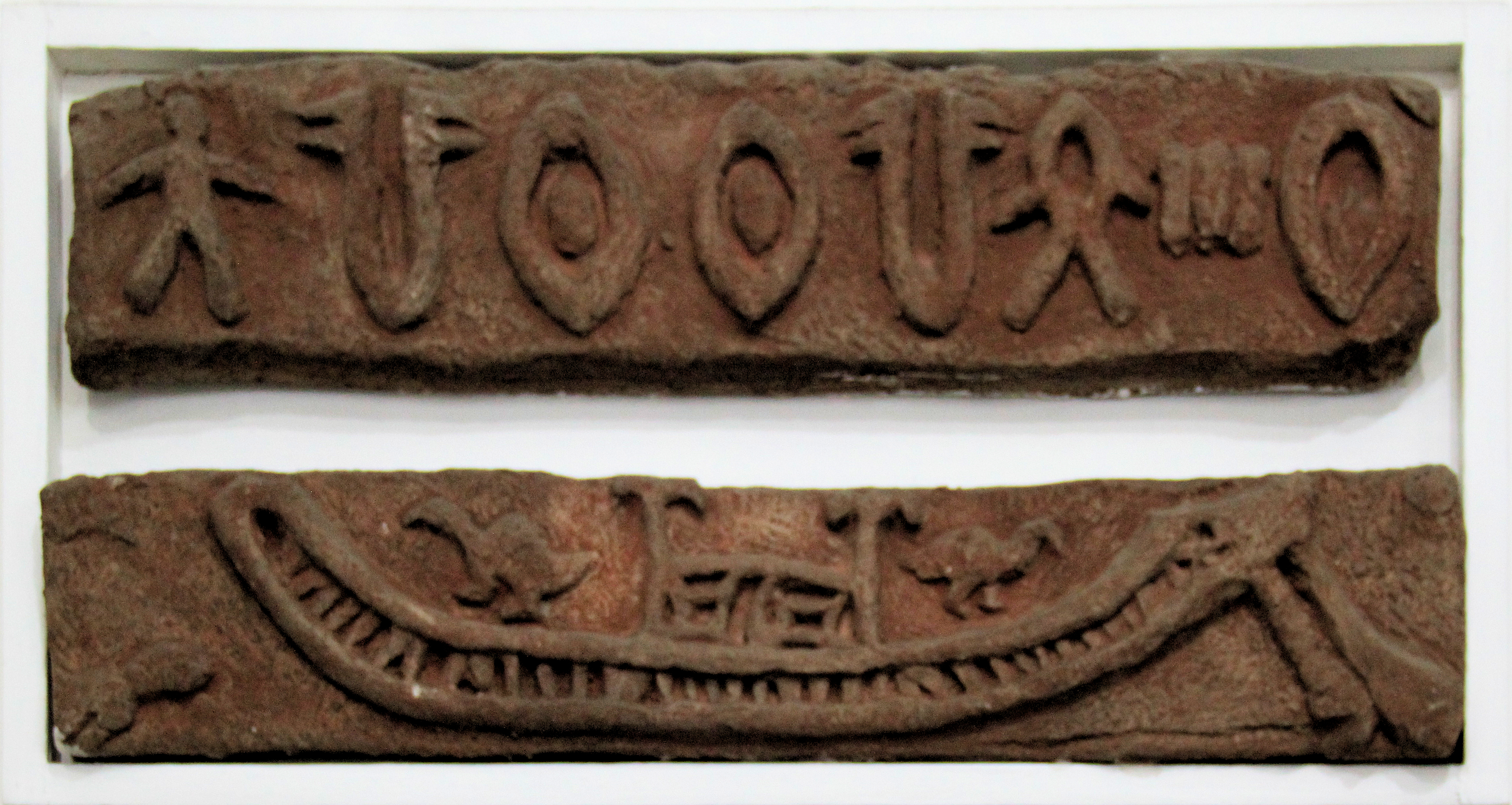
陸地を探すための方向探知鳥とボート。K. S. マシュー著「Shipbuilding, Navigation and the Portuguese in Pre-modern India」より モヘンジョダロ印章の模型、紀元前2500年から1750年

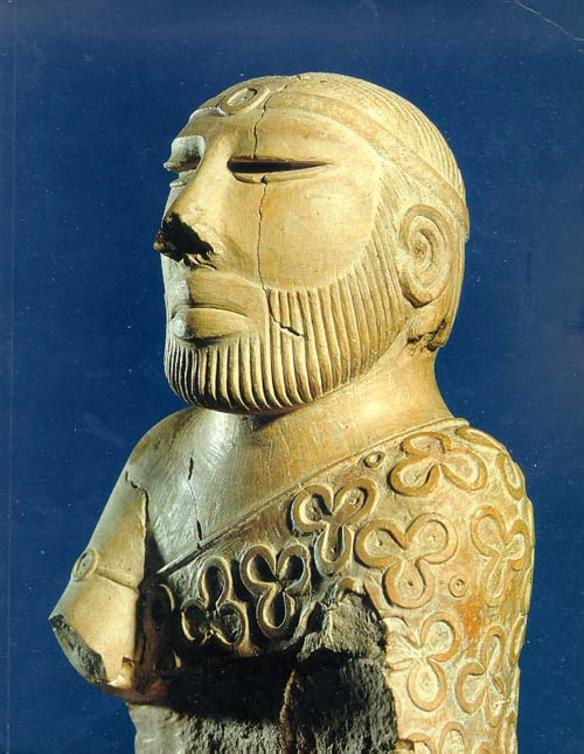
「神官王像」と呼ばれる胸像
ソープストーン（en）製、高さ17.5cm（パキスタン国立博物館蔵）。

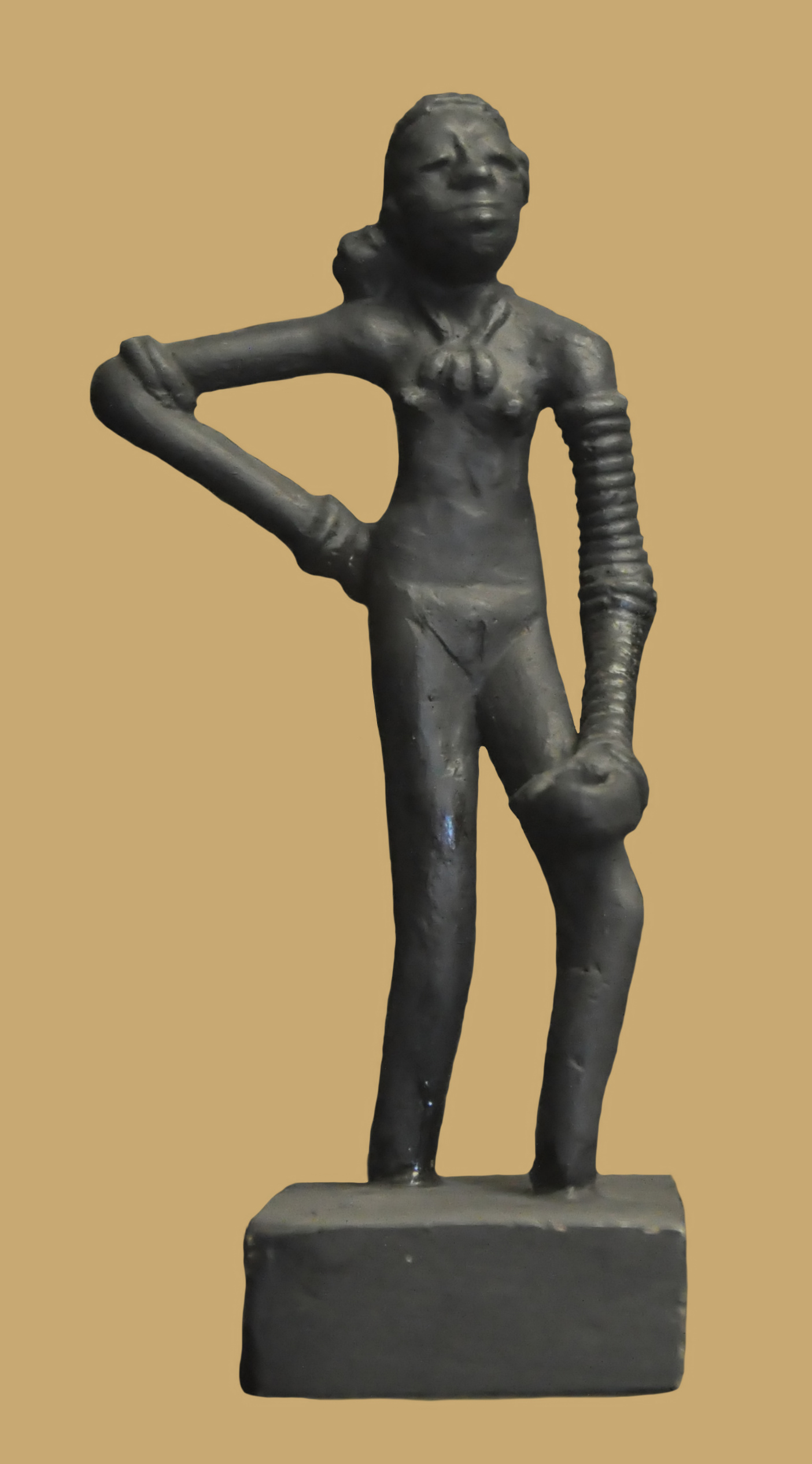
踊る少女

発掘で見つかった多数の物品には、座っている像や立っている像、銅と石の道具、彫刻された印章、秤、金と碧玉のジュエリー、子供のおもちゃなどが含まれている。銅や青銅製の人形やボウルなど多くの遺物が現地から回収され、モヘンジョダロの住民がロストワックス鋳造法を使いこなしていたことが示されている。現地で発見された溶解炉は、銅製品の製造や金属の溶解に使用されていたと考えられている。現地の北東部には、貝を加工するためのエリアが存在したと見られている。現地から回収された最も重要な銅製品の中には、まだ解読されていないインダス文字と象徴図像が示されている銅板が含まれている。この文字がまだ解読されていないものの、銅板に描かれている多くの画像は別の銅板と一致しており、両方ともインダス語で同じキャプションを持っている。例えば、山羊の画像が描かれた3つの銅板があり、それぞれの裏面には同じ文字が記されている。
陶器やテラコッタの陶片が現地から回収され、多くの土器には灰が残されていたため、考古学者たちはそれらが人の遺骨を保管するために使用されたか、あるいは現地の家を暖めるための手段として使用されたと考えている。これらのヒーター、またはブレザーは、家を暖める手段でありながら、料理や濾過の方法としても利用できる一方で、他の人々はそれらが単に暖房のために使用されたと考えている。
モヘンジョダロからの出土品は初めにラホール博物館に預けられ、その後、イギリス領インド帝国の新しい首都のために「中央帝国博物館」の設立を計画していたニューデリーの考古調査局へと移され、その中から一部が展示されることになった。インドの独立が近づいていることは明らかだったが、インド・パキスタン分離独立はプロセスの終盤まで予見されていなかった。新たなパキスタン当局は、自国の領土で発掘されたハラッパ文化の遺品の返還を要求したが、インド当局はこれを拒否した。最終的に、発掘品、約12,000点（大部分が陶片）が両国間で均等に分けられるという合意に達した。具体的には、一部のネックレスや帯はそのビーズが二つの塊に分けられるというまさに文字通りの方法で分けられた。さらに「最も有名な彫刻の二体」について、パキスタンは神官王像の保有を要求し、インドはより小さい踊る少女を保有することになった。また、インドはパシュパティの印章も保有し続けた。
インドが保有しているモヘンジョダロの遺物の大部分は、ニューデリーのインド国立博物館に、パキスタンへ返還されたものはカラチのパキスタン国立博物館に所蔵されている。また、多くの遺物は現在モヘンジョダロ自体に設立された博物館にも展示されている。1939年には、インド考古調査局の局長によって、現地で発掘された一部の代表的な遺物が大英博物館に移された。

## 気候
モヘンジョダロは、砂漠気候（ケッペンの気候区分 BWh）を有しており、極端に暑い夏と穏やかな冬が特徴である。記録上最高気温は2010年5月に記録された53.5 °C (128.3 °F)で、最低気温は2006年1月に記録された−5.4 °C (22.3 °F)である。降水量は少なく、平均年間降水量は100.1mmで主にモンスーンの季節(7月から9月)に集中している。最高の年間降水量は2022年に記録された1023.8mmで、最低の年間降水量は1987年に記録された10mmである。
| モヘンジョダロの気候   | モヘンジョダロの気候 | モヘンジョダロの気候 | モヘンジョダロの気候 | モヘンジョダロの気候 | モヘンジョダロの気候 | モヘンジョダロの気候 | モヘンジョダロの気候 | モヘンジョダロの気候 | モヘンジョダロの気候 | モヘンジョダロの気候 | モヘンジョダロの気候 | モヘンジョダロの気候 | モヘンジョダロの気候 |
| 月                     | 1月                  | 2月                  | 3月                  | 4月                  | 5月                  | 6月                  | 7月                  | 8月                  | 9月                  | 10月                 | 11月                 | 12月                 | 年                   |
| ---------------------- | -------------------- | -------------------- | -------------------- | -------------------- | -------------------- | -------------------- | -------------------- | -------------------- | -------------------- | -------------------- | -------------------- | -------------------- | -------------------- |
| 最高気温記録 °C （°F） | 29.4 (84.9)          | 36.5 (97.7)          | 45.5 (113.9)         | 48.5 (119.3)         | 53.5 (128.3)         | 51.7 (125.1)         | 47.6 (117.7)         | 46.0 (114.8)         | 43.5 (110.3)         | 49.5 (121.1)         | 39.2 (102.6)         | 30.6 (87.1)          | 53.5 (128.3)         |
| 平均最高気温 °C （°F） | 24.8 (76.6)          | 26.2 (79.2)          | 32.1 (89.8)          | 38.7 (101.7)         | 43.8 (110.8)         | 44.2 (111.6)         | 40.9 (105.6)         | 38.7 (101.7)         | 37.5 (99.5)          | 35.2 (95.4)          | 30.5 (86.9)          | 24.8 (76.6)          | 34.78 (94.62)        |
| 日平均気温 °C （°F）   | 16.0 (60.8)          | 17.0 (62.6)          | 22.7 (72.9)          | 28.8 (83.8)          | 33.9 (93)            | 35.8 (96.4)          | 34.4 (93.9)          | 32.8 (91)            | 31.1 (88)            | 26.7 (80.1)          | 21.1 (70)            | 16.0 (60.8)          | 26.36 (79.44)        |
| 平均最低気温 °C （°F） | 7.3 (45.1)           | 7.9 (46.2)           | 13.3 (55.9)          | 18.9 (66)            | 24.0 (75.2)          | 27.4 (81.3)          | 27.9 (82.2)          | 27.0 (80.6)          | 24.7 (76.5)          | 18.2 (64.8)          | 11.8 (53.2)          | 7.3 (45.1)           | 17.98 (64.34)        |
| 最低気温記録 °C （°F） | −5.4 (22.3)          | −4.0 (24.8)          | 2.2 (36)             | 3.0 (37.4)           | 13.0 (55.4)          | 15.6 (60.1)          | 18.4 (65.1)          | 18.0 (64.4)          | 14.5 (58.1)          | 0.0 (32)             | −1.0 (30.2)          | −4.0 (24.8)          | −5.4 (22.3)          |
| 降水量 mm （inch）     | 2.6 (0.102)          | 5.8 (0.228)          | 3.4 (0.134)          | 2.9 (0.114)          | 2.2 (0.087)          | 2.5 (0.098)          | 39.9 (1.571)         | 26.6 (1.047)         | 6.6 (0.26)           | 0.4 (0.016)          | 0.9 (0.035)          | 6.3 (0.248)          | 100.1 (3.94)         |
| 平均降水日数           | 0.2                  | 0.5                  | 0.9                  | 0.2                  | 0.3                  | 0.4                  | 1.9                  | 1.4                  | 0.3                  | 0.1                  | 0.1                  | 0.3                  | 6.6                  |
| 出典：PMD (1991–2020)  |                      |                      |                      |                      |                      |                      |                      |                      |                      |                      |                      |                      |                      |

## 遺跡を巡る現代史
文明遺跡としての発見は、1922年、インド考古調査局員であった歴史学者R・D・ボンドパッダーエ（英: Rakhaldas Das Bandyopadhyay、ベンガル語: রাখালদাস বন্দোপাধ্যায়）の発掘調査によってなされた。1980年、パキスタンの申請で「英語名：Archaeological Ruins at Moenjodaro（和訳名：モエンジョダーロの考古遺跡）」の名でユネスコ世界遺産の文化遺産に登録された。
遺跡が属する地域一帯では地下水位の上昇による塩害が進行し続けているが、モヘンジョ＝ダロはこれを覆い隠してきた堆積物が大規模に取り払われた1965年以降、遺構の構成物である煉瓦が塩分を吸い上げて風化してゆく塩分砕屑現象が止まらない。そうして土に還ってしまった遺構も少なくはなく、保存の問題が何十年も叫ばれ続けている。
また、パキスタン洪水（2022年）で被害を受け、大きく損壊したために、州当局はユネスコに支援を要請した。

## ユネスコ世界遺産

### 登録基準
この世界遺産は世界遺産登録基準のうち、以下の条件を満たし、登録された（以下の基準は世界遺産センター公表の登録基準からの翻訳、引用である）。
- (2) ある期間を通じてまたはある文化圏において、建築、技術、記念碑的芸術、都市計画、景観デザインの発展に関し、人類の価値の重要な交流を示すもの。
- (3) 現存するまたは消滅した文化的伝統または文明の、唯一のまたは少なくとも稀な証拠。